# Буррель (в'язниця)
В'язниця Буррель (алб. Burgu i Burrelit) — в'язниця суворого режиму, розташована на околицях міста Буррель на північному сході Албанії, на території районної поліцейської ділянки. У ній можуть перебувати до 198 ув'язнених. 2011 року у в'язниці перебувало 182 арештанти та працювало 120 співробітників. Будівля в'язниці одноповерхова, розділена на три зони і займає площу 21 000 м².

## Історія
Плани щодо створення в'язниці в Буррелі з'явилися 1937 року, під час правління албанського короля Ахмета Зогу, але через проблеми з фінансуванням закінчено її лише 1939 року.
У в'язниці утримували політичних в'язнів до і під час режиму Енвера Ходжі, багатьох із них ув'язнено без належної правової процедури. Там їх піддавали тортурам і тримали в нелюдських умовах У період диктатури в Албанії могло діяти сотні в'язниць,. але в'язниця Буррель разом із в'язницями Кяфе Бар та Спач вирізнялася серед них найсуворішими порядками. Зрештою, в ув'язнення стали потрапляти багато людей, які обіймали видатні пости в партійному апараті Народної Соціалістичної Республіки Албанії, а також і члени їхніх сімей. Крім того, у в'язниці тримали і звинувачених у сповіданні релігій, а також пов'язаних у будь-якій формі з опозиційним рухом. Особам, звинуваченим в опозиційній діяльності, призначали термін не менш як 20 років, але багатьом його навіть подовжували. Так, Петер Арбнорі, прозваний «Балканським Манделою», просидів у в'язниці Буррель 28 років.
В'язницю Буррель закрито 1992 року після того, як албанська Демократична партія повалила диктатуру Албанської партії праці. Проте її знову було відкрито в 1997 році і нині вона одна з 21 діючих в'язниць в Албанії, одна з п'яти, в яких утримуються в'язні, засуджені до довічного ув'язнення, і одна з двох, де відбувають покарання за участь в організованій злочинності. Низка громадянських активістів пропонували закрити в'язницю і зробити з неї меморіал, присвячений закатованим і вбитим там у період від 1944 до 1992 року.
У травні 2013 року начальника в'язниці Буррель Деміра Чупі відсторонено від посади після події з ув'язненим Зенелі, який не повернувся з 5-денної відпустки, наданої йому для відвідання його дружини в Кукесі. Це був третій такий інцидент за 2013 рік.

## Відомі в'язні
- Петер Арбнорі — шкільний учитель, дисидент, який пробув ув'язненим у Буррелі більш як 28 років.
- Сократ Додбіба — економіст, міністр фінансів Албанії[en] в 1943—1944 роках, помер у в'язниці.
- Мемет Хамзо — пробув у в'язниці Буррель 19 років; засновник Ringjallja, однієї з перших організацій, заснованих у Албанії в середині 1990-х років, яка надавала економічну та соціальну підтримку для переслідуваних сімей, колишній співвласник Kantina Skënderbeu.
- Симон Юбані[en] — католицький священник, заарештований під час служби в Мірдіті, пробув у в'язниці 26 років.
- Кристо Кірка[en] — глава бостонського філіалу албанської організації «Ватра — паналбанська федерація Америки[en]», також працював у її газеті Dielli[en], активіст Бали Комбетар. Помер у в'язниці[7].
- Костак Кота — прем'єр-міністр Албанії на момент відкриття в'язниці, засуджений до смертної кари і помер від тортур, перебуваючи у в'язниці.
- Фатос Любоня[en] — колишній керівник Албанського національного телебачення, ув'язнений 1960 року за висловлення опозиції режиму після радянсько-албанського розколу.
- Зеф Пелумбі — католицький священник, ув'язнений у Буррелі в часи режиму Ходжі.
- Башкім Шеху — письменник, син Мехмета Шеху, членів сім'ї якого страчено або ув'язнено за режиму Ходжі. Рештки дружини Мехмета знайдено 2000 року поблизу села Ндрок[en][8].

## У масовій культурі
Згідно з чернеткою сценарію Девіса Ґуґґенгайма 2014 року до фільму «Погані хлопці назавжди», дія починалася у в'язниці Буррелі.